# 関東社会人リーグ (ラグビー)
関東社会人リーグは、関東ラグビーフットボール協会が主催するラグビーユニオンの地域リーグの1つである。9月上旬から12月上旬まで開催される。実力順に1部・2部A・2部B・3部と4つのリーグで構成される。トップイーストリーグ（3部制）の下位リーグに位置するため、トップイーストリーグの4部・5部・6部・7部に相当する。ジャパンラグビーリーグワン（3部制）から数えると、7部から10部に相当する。関東社会人1部リーグの上位2チームは、トップイーストリーグCグループの下位2チームと入替戦を行う。

## 概要
1960年（昭和35年）に創設。当時はまだ全国リーグが存在しておらず、関東社会人リーグは、関西社会人リーグ、西日本社会人リーグと並び、国内における社会人ラグビーの最上位リーグ（1部リーグ相当）であった。
1988年度（昭和63年度）から上位リーグとして東日本社会人リーグが創設され、関東社会人リーグは2部リーグとなった。
2002年（平成14年）まで（ジャパンラグビートップリーグ発足以前）、関東ラグビーフットボール協会が主催する社会人リーグは、上位リーグの東日本社会人リーグと、下位リーグの関東社会人リーグが置かれていた。

### トップリーグ時代
2003年（平成15年）に、日本ラグビーフットボール協会が主催する全国社会人リーグ ジャパンラグビートップリーグが12チーム構成で開幕した。同年、関東協会ではトップリーグへの登竜門の一つとして10チーム構成の「トップイースト10」（トップリーグの2部相当）を創立。関東社会人リーグは、その下位リーグ（トップリーグの3部相当）となった。
2006年（平成18年）、トップイースト10に秋田ノーザンブレッツが加わり「トップイースト11」に。
2009年（平成21年）、トップイースト11は現在の名称「トップイーストリーグ」となった。
2011年（平成23年）からトップイーストリーグが2部制となり、トップイーストリーグ1部（トップリーグの2部相当）・トップイーストリーグ2部（トップリーグの3部相当）に再編成された 。これにより関東社会人リーグは、トップリーグの4部以下相当となった。
2017年（平成29年）からトップリーグの「全国的な2部」となるジャパンラグビートップチャレンジリーグが創設された。関東協会エリアに限って言えばトップイーストDivision1はトップリーグの3部相当、トップイーストDivision2は4部相当、関東社会人リーグは5部以下相当となった。
2021年（令和3年）からトップイーストリーグは3部制となり、トップイーストリーグAグループ（トップリーグの3部相当）・Bグループ（4部相当）・Cグループ（5部相当）に再編成された。これにより関東社会人リーグは、トップリーグの6部以下相当となった。さらに関東社会人リーグ1部・2部・3部のうち、2部を「2部A」6チームと、「2部B」10チームに分けて4部制にした。

### リーグワン時代
2022年（令和4年）、日本ラグビーフットボール協会が主催するトップリーグ（1部）・トップチャレンジリーグ（2部）が終了し、一般社団法人が主催する全国社会人リーグのジャパンラグビーリーグワン（3部制）が開幕した。地域リーグとして関東協会エリアでは、上位トップイーストリーグ（3部制）、下位関東社会人リーグ（4部制）が続く。

### 関東社会人リーグのクラス変遷
| 年度      | クラス        | 備考 |
| --------- | ------------- | --- |
| 1960-1987 | 1部リーグ相当 | |
| 1988-2002 | 2部リーグ相当 | 上位リーグ「東日本社会人リーグ」（後のトップイーストリーグ）が創設。                                           |
| 2003-2010 | 3部リーグ相当 | 「トップリーグ」が、トップイーストリーグ（初期の名称はトップイースト10など）の上位に創設。                     |
| 2011-2016 | 4部リーグ相当 | トップイーストリーグが2部制に分かれる。                                                                        |
| 2017-2019 | 5部リーグ相当 | トップリーグの下位に「トップチャレンジリーグ」が創設。                                                         |
| 2020-2021 | 6部リーグ相当 | トップイーストリーグが2部制から3部制に増える。                                                                 |
| 2022-     | 7部リーグ相当 | 最上位の2部制「トップリーグ・トップチャレンジリーグ」に代わり、「ジャパンラグビーリーグワン」（3部制）が創設。 |

## 歴史
関東地域では、戦後まもなくから、関東ラグビーフットボール協会によって関東実業団リーグが開催されていた。1960年、社会人ラグビーを運営する組織として関東社会人ラグビーフットボール連盟が創設され、関東実業団リーグを継承する形で関東社会人リーグが発足した。34チームで結成され、全チーム参加の秋季トーナメントと、3部制の春季リーグが開始された。時期は年度によって多少前後するが、おおよそ秋季大会が9-11月頃、春季大会が翌年の2-6月頃に開催されていた。初年度の1部リーグは10チーム（谷藤機械、横河電機、松戸自衛隊、東芝府中、東芝川崎、東横百貨店、日野自動車、三井精機、日本鉱業日立、明治生命）、2部は8チーム（習志野自衛隊、三菱日本重工など）、3部は16チーム（理研光学（現リコー）、日本航空など）であった。
1967年から1部リーグがAブロックとBブロックに分かれて開催されるようになったが、当初は各ブロックの1位チームによる優勝決定戦は実施されなかった。1969年、秋季トーナメントが廃止になり、リーグ戦が春から秋に移行された。また、前年の春季リーグのAブロック・Bブロックの1位（東京三洋とリコー）による優勝決定戦が行われた。1970年からは、秋季リーグが行われた後に各ブロックの1位チームによる優勝決定戦を行うようになり、この方式が1987年まで続いた。
関東社会人リーグが社会人ラグビーの最上位リーグであった1960年から1987年までの間、横河電機は全28シーズンで1部リーグに在籍した。この期間 における最多優勝は東京三洋の10回、通算最多勝利はリコーの102勝、最長連続優勝はリコーの4連覇。
関東社会人リーグは、関東地域における社会人ラグビーリーグのトップカテゴリーとして開催されてきたが、東北地方のチームも参加するため、1988年に上位リーグとして東日本社会人リーグが創設された。それに伴い、関東社会人リーグは2部リーグ相当となった。
2003年に、社会人リーグの全国組織であるトップリーグと、その下位リーグとなるトップイースト10（現トップイーストリーグ）が創設されると、関東社会人リーグは3部リーグ以下のクラスへと格下げされた。その後2011年にはトップイーストリーグが2部制となり、2017年にはトップリーグとトップイーストリーグの間にトップチャレンジリーグが創設。2020年にはトップイーストリーグが3部制となった。
2020年2月以降の新型コロナウイルス感染症の流行により、2020年度のリーグ活動はすべて中止された。
2020年度（コロナ禍による中止のため実質的には2021年度）から、関東社会人リーグの2部が再編され、2部Aと2部Bに改められた。
2022年にはトップリーグ及びトップチャレンジリーグに代わり3部制のジャパンラグビーリーグワンが創設されたため、関東社会人リーグは7部リーグ以下相当のクラスとなった。
2023年度のシーズン終了後、トップイーストAからリーグワンへ2チームが抜けたため、2024年度ではトップイーストA・B・C・関東社会人1部でそれぞれ2チームずつが「昇格」することになった。これにより、関東社会人1部の上位2チームJR東日本・警視庁は、入替戦敗北で残留となっていたが、2024年度は「トップイーストCへの昇格」に変更された。

## 各リーグと入替戦

### 1部・2部A・2部B・3部
- 2023-24シーズンの1部は、8チームが参加[9]。2部Aは7チーム[10]、2部Bは8チーム[11]、3部は6チーム[12] で構成された。9-12月にかけて総当り戦を行う。
- 1部の上位2チームは、トップイーストリーグのCグループの下位2チームと入替戦を行う[13]。
- 1部の最下位は2部A1位と、2部Aの最下位は2部Bの1位と、2部Bの最下位は3部の1位と入替戦を行う[13]。

### Fリーグ
- 2022年度の実施が最後となった。
- 「フレンドリーリーグ」とも言う。
- リーグの昇降格や表彰はなし。
- 試合は30分ハーフで行われ、キックオフ時に15人が揃わない場合はFリーグ内の他のチームから選手レンタル、レフリーの事前承認があれば7または10人制での試合が可能。また、キックオフ時に適切に訓練されたフロントローが3名未満の際はノンコンテストスクラムでも試合成立とする[14]。
- Fリーグのチームが次年度以降通常のリーグ戦に復帰する際は3部よりスタートする。ただしこのリーグ戦での不戦敗がないことを復帰の条件とする。

## 過去の入替戦（2020年度以前）

### トップイーストリーグ2部への昇格
- トップイーストリーグDiv2/関東1部順位決定戦を行う。
- 2011-2012シーズン以降、リーグ戦終了後、2部の下位2チームと関東社会人リーグ1部の上位2チームの合計4チームによるトーナメント方式の順位決定戦を行う。1回戦は2部7位×関東1部2位、2部8位×関東1部優勝で戦い、勝利チームが決勝へ、敗退チームは3位決定戦へ進み順位を決める。なおこの順位は来シーズンのリーグ編成にかかわる順位決めも兼ねている[注 4]。ただし、2部への参戦チーム数は2部の昇降格次第で大きく変動する。
- 通常は、順位決定戦の2位までがトップイーストリーグ2部へ参戦し、3位以下は1部へ参戦。
- トップイーストリーグ2部のチーム数が1減る場合[注 5] は、順位決定戦の3位までがトップイーストリーグ2部へ参戦し、4位のみが1部へ参戦。
- トップイーストリーグ2部のチーム数が1増える場合[注 6] は、順位決定戦の1位のみがトップイーストリーグ2部へ参戦、2位以下は1部へ参戦。
- トップイーストリーグ2部のチーム数が2増える場合[注 7] は、順位決定戦へ進出したチーム全て1部へ参戦。

### 関東1部への昇格
- 2部リーグ戦終了後、2部各ブロックの優勝チーム（4チーム）によるトーナメント方式の順位決定戦を行う。1回戦はAブロック×Cブロック、Bブロック×Cブロックで戦い、勝利チームが決勝へ、敗退チームは3位決定戦へ進み順位を決める。1回戦で勝利した2チームが「関東1部/2部順位決定戦」へ進む。
- 「関東1部/2部順位決定戦」は、1部の下位2チームと2部の上位2チームの合計4チームによるトーナメント方式の順位決定戦を行う。1回戦は1部7位×2部2位、1部8位×1部1位で戦い、勝利チームが決勝へ、敗退チームは3位決定戦へ進み順位を決める。なおこの順位は来シーズンのリーグ編成にかかわる順位決めも兼ねている[注 8]。ただし、1部への参戦チーム数は1部の昇降格次第で大きく変動する。
- 通常は、順位決定戦の2位までが1部へ参戦し、3位以下は2部へ参戦。
- 1部のチーム数が1減る場合[注 9] は、順位決定戦の3位までが1部へ参戦し、4位のみが2部へ参戦。
- 1部のチーム数が1増える場合[注 10] は、順位決定戦の1位のみが1部へ参戦、2位以下は2部へ参戦。
- 1部のチーム数が2増える場合[注 11] は、順位決定戦へ進出したチーム全て2部へ参戦。

### 関東2部への昇格
- 2部下位2チームと3部の上位2チームが一発勝負の入替戦を行う。勝利チームが来季より2部へ、敗戦チームは3部へ参戦する。

## 現在の参加チーム
対戦結果・順位は「2024年の地域リーグ (ラグビー)#関東社会人リーグ」を参照。

### 関東社会人リーグ1部
| チーム名               | 創設年 | 1部参加シーズン（1996年度以降）                                     | トップイーストリーグ Cグループ 参加シーズン | 練習グラウンド | 備考 |
| ---------------------- | ------ | ------------------------------------------------------------------- | ------------------------------------------- | -------------- | --- |
| MSM STEELERS           | 不明   | 2021-22〜                                                           | -                                           | 東京都江戸川区 | |
| MUFG R.F.C             | 1955年 | 2013-14〜2022-23、 2024-25〜                                        | -                                           | 不明           | 「三和銀行ラグビー部」→「UFJ銀行ラグビー部」、 「三菱銀行ラグビー部」→「東京三菱銀行ラグビー部」、 2006年「三菱東京UFJ銀行ラグビー部」を経て、2007年に現在の名称となる。 |
| 習志野自衛隊PARATROOPS | 不明   | 1998-99〜2007-08、 2009-10、 2011-12〜2014-15、 2016-17、 2022-23〜 | 2020-21〜2021-22                            | 千葉県船橋市   | 2015-16、2017-18〜2019-20はトップイーストリーグ2部へ在籍 2016-17までは「習志野自衛隊ラグビー部」                                                                         |
| SOMPOレッズ            | 不明   | 2021-22〜                                                           | -                                           | 茨城県守谷市   | |
| JRC RFC                | 不明   | 2023-24〜                                                           | -                                           | 不明           | |
| 東京消防庁ラグビー部   | 不明   | 2007-08〜2008-09、 2012-13〜2014-15、 2017-18〜2020-21、 2022-23〜  | -                                           | 不明           | |
| しおどめR.F.C          | 不明   | 2024-25〜                                                           | -                                           | 不明           | 旧称「汐留R.F.C」 |
| Musashino Knights RFC  | 2020年 | 2025-26〜                                                           | -                                           | 不明           | |

### 関東社会人リーグ2部A
| チーム名                     | 創設年 | 過去1部リーグ参加シーズン（1996年度以降） | 練習グラウンド                     | 備考                                                               |
| ---------------------------- | ------ | ----------------------------------------- | ---------------------------------- | ------------------------------------------------------------------ |
| ブリヂストンレッドアローズ   | 不明   | 2018-19〜2024-25                          | 不明                               |                                                                    |
| OC.RFC                       | 不明   | 2015-16                                   |                                    | 伊藤忠商事とオリコを母体とする。。 2006-07まで「オリコラグビー部」 |
| 東京海上日動                 | 不明   |                                           | 東京海上日動多摩総合グラウンド     |                                                                    |
| TOPPAN                       | 不明   |                                           | 江戸川グラウンド運動場兼ラグビー場 |                                                                    |
| MSラガークラブ               | 不明   |                                           | 三井住友海上玉川研修所グラウンド   | 旧称「三井住友海上ラグビー部」                                     |
| 曙光戸田オーバーザトップ     | 不明   |                                           | 戸田荒川グラウンド                 |                                                                    |
| 双日ブルーアローズ           | 2004年 | 2019-20〜2022-23                          | 東京海洋大学グラウンド             |                                                                    |
| 前田道路ブラストエレファンツ | 2022年 |                                           |                                    |                                                                    |

### 関東社会人リーグ2部B
| チーム名               | 創設年 | 過去1部リーグ参加シーズン（1996年度以降）     | 練習グラウンド | 備考                                  |
| ---------------------- | ------ | --------------------------------------------- | -------------- | ------------------------------------- |
| 横浜市消防局           | 不明   |                                               |                |                                       |
| 三菱地所               | 不明   |                                               |                |                                       |
| みずほFG               | 1953年 | 2013-14〜2021-22                              |                | 2001-02まで「第一勧業銀行ラグビー部」 |
| 博報堂RED HILLS        | 不明   | 1998-99〜2000-01、 2012-13〜2014-15、 2016-17 |                | 旧称「博報堂ラグビー部」              |
| BIPROGYバイパーズ      | 1968年 |                                               |                | 旧称「ユニシスレッドヴァイパーズ」    |
| 三井住友FG             | 不明   |                                               |                |                                       |
| 大成建設ラグビー蹴球部 | 不明   |                                               |                |                                       |

### 関東社会人リーグ3部
| チーム名                  | 創設年 | 過去1部リーグ参加シーズン（1996年度以降） | 練習グラウンド                     | 備考                                           |
| ------------------------- | ------ | ----------------------------------------- | ---------------------------------- | ---------------------------------------------- |
| MMC                       | 不明   |                                           | 三菱マテリアル筑波製作所グラウンド | 三菱マテリアル、三菱商事、ニコンからなるチーム |
| NTT日比谷サンシャイナーズ | 不明   |                                           | 江戸川区内の河川敷                 |                                                |
| Musashino Friends         | 不明   |                                           |                                    |                                                |
| 兼松                      | 不明   |                                           |                                    |                                                |

## 過去の参加チーム

### かつて関東社会人リーグ（1部）に参加していたチーム

#### 東日本社会人リーグに昇格
| チーム名 | 創設年 | 参加シーズン         | 練習グラウンド | 備考                                                  |
| -------- | ------ | -------------------- | -------------- | ----------------------------------------------------- |
| クボタ   | 1978年 | 1996-97 〜 1997-98   | 千葉県船橋市   | 現・クボタスピアーズ船橋・東京ベイ                    |
| セコム   | 1985年 | 1996-97 〜 1999-2000 | 埼玉県狭山市   | 現・狭山セコムラガッツ                                |
| 日本IBM  | 1976年 | 1996-97 〜 2001-02   | 千葉県八千代市 | 現・BIG BLUES八千代ベイ東京 2014-15からクラブチーム化 |

#### トップイーストリーグへ昇格
| チーム名                       | 創設年 | 参加シーズン                 | 練習グラウンド   | 備考 |
| ------------------------------ | ------ | ---------------------------- | ---------------- | --- |
| 三菱重工相模原                 | 1971年 | 1996-97 〜 2000-01、 2002-03 | 神奈川県相模原市 | 2001-02は東日本社会人リーグに在籍 現・三菱重工相模原ダイナボアーズ                                                                                                |
| 東京ガスラグビー部             | 1975年 | 1996-97 〜 2002-03           | 東京都大田区     | |
| 横河電機                       | 1946年 | 1996-97 〜 2002-03           | 東京都武蔵野市   | 現・横河武蔵野アトラスターズ |
| 栗田工業ウォーターガッシュ     | 1962年 | 1997-98 〜 2002-03           | 神奈川県厚木市   | 現・クリタウォーターガッシュ昭島 |
| NTT東日本                      | 1976年 | 1998-99 〜 2002-03           | 千葉県市川市     | 1998-99は「NTT東京」 その後、NTTコミュニケーションズシャイニングアークス、NTTコミュニケーションズ シャイニングアークス東京ベイ浦安と名称を変更し2022年6月活動終了 |
| 釜石シーウェイブス             | 2001年 | 2001-02 〜 2002-03           | 岩手県釜石市     | 現・日本製鉄釜石シーウェイブス |
| サントリーフーズサンデルフィス | 1982年 | 2004-05 〜 2005-06           | 東京都調布市     | |
| キヤノン                       | 1980年 | 2003-04 〜 2008-09           | 東京都町田市     | 現・横浜キヤノンイーグルス |
| 日野自動車レッドドルフィンズ   | 1950年 | 1996-97 〜 2007-08、 2009-10 | 東京都日野市     | 現・日野レッドドルフィンズ |

#### トップイーストリーグ2部へ昇格
| チーム名                   | 創設年 | 参加シーズン                                     | 練習グラウンド   | 備考                                                                                             |
| -------------------------- | ------ | ------------------------------------------------ | ---------------- | ------------------------------------------------------------------------------------------------ |
| 清水建設ブルーシャークス   | 1976年 | 1996-97 〜 2002-03、 2008-09 〜 2010-11          | 東京都世田谷区   | 2000-01まで「清水建設ラグビー部」 2001-02からクラブチーム化 現・清水建設江東ブルーシャークス     |
| 明治安田生命ホーリーズ     | 1930年 | 1996-97 〜 2002-03、 2008-09 〜 2010-11          | 東京都八王子市   | 2003-04まで「明治生命ラグビー部」 現・明治安田ホーリーズ                                         |
| ヤクルトレビンズ           | 1980年 | 2002-03 〜 2010-11                               | 埼玉県戸田市     | 現・ヤクルトレビンズ戸田                                                                         |
| 船岡自衛隊ワイルドボアーズ | 1969年 | 2006-07 〜 2010-11                               | 宮城県柴田町     | 2005-06までトップノース在籍                                                                      |
| クリーンファイターズ       | 1991年 | 1998-99、 2006-07、 2008-09 〜 2009-10、 2011-12 | 山梨県山梨市     | 1998-99は「東京洗染機械製作所ラグビー部」 2002-03からクラブチーム化 現・クリーンファイターズ山梨 |
| 東芝青梅ラグビー部         | 1980年 | 1999-2000 〜 2011-12                             | 東京都青梅市     | 2012年8月クラブチーム化により「青梅ラグビークラブ」に名称変更 2012年12月廃部                     |
| 日立製作所ラグビー部       | 1934年 | 2003-04 〜 2004-05、 2010-11 〜 2012-13          | 茨城県日立市     | 現・日立Sun Nexus茨城                                                                            |
| LION FANGS                 | 1972年 | 2001-02 〜 2014-15                               | 千葉県市原市     | 2008-09まで「ライオンラグビー部」                                                                |
| 富士ゼロックスFIREBIRD     | 1985年 | 2007-08 〜 2012-13、 2015-16                     | 神奈川県海老名市 | 現・富士フイルムビジネスイノベーショングリーンエルクス                                           |
| 日本航空JAL WINGS          | 1954年 | 1999-2000 〜 2002-03、 2015-16 〜 2016-17        | 千葉県浦安市     |                                                                                                  |
| 大塚刷毛ラグビー部         | 1979年 | 2001-02 〜 2016-17                               | 不明             |                                                                                                  |
| 丸和運輸機関ラグビー部     | 2014年 | 2017-18                                          | 不明             | 現・AZ-COM丸和MOMOTARO'S                                                                         |
| ADラガークラブ             | 1972年 | 2018-19                                          | 不明             | 現・あいおいニッセイ同和損保タフウルズ                                                           |

#### トップイーストリーグCグループへ昇格
| チーム名                | 創設年 | 参加シーズン                            | 練習グラウンド       | 備考                                |
| ----------------------- | ------ | --------------------------------------- | -------------------- | ----------------------------------- |
| ワセダクラブTOP RUSHERS | 2003年 | 2014-15 〜 2021-22                      | 東京都杉並区         | 2016-17まで「ワセダクラブM.F.」     |
| JR東日本レールウェイズ  | 1957年 | 2017-18 〜 2023-24                      | 東京総合車両センター | 2022-23までは「JR東日本ラグビー部」 |
| 警視庁ラグビー部        | 1962年 | 1998-99 〜 2006-07、 2010-11 〜 2023-24 | 東京都東大和市       |                                     |

#### 休部・廃部
| チーム名               | 創設年 | 参加シーズン         | 練習グラウンド | 備考 |
| ---------------------- | ------ | -------------------- | -------------- | --- |
| 日本国土開発ラグビー部 | 不明   | 1998-99              | 不明           | 1999年限りで廃部 |
| 伊勢丹ラグビー部       | 1959年 | 2000-01              | 不明           | 2001年限りで休部 |
| ミノルタラグビー部     | 不明   | 1999-2000 〜 2001-02 | 不明           | 2002年限りで廃部 |
| 東京電力ラグビー部     | 不明   | 2005-06 〜 2010-11   | 不明           | 2010-11シーズンで2位となり次シーズンから創設されるトップイースト2部への昇格を決めたが、福島第一原発事故の影響により活動を自粛し、そのまま休部となった。 |

#### その他
| チーム名                                       | 創設年 | 参加シーズン | 練習グラウンド | 備考                   |
| ---------------------------------------------- | ------ | ------------ | -------------- | ---------------------- |
| とらい夢ラグビーフットボールクラブブレイカーズ | 2012年 | 2017-18      | 新潟県新発田市 | 現在新潟県リーグに在籍 |

## 歴代優勝

### 1部リーグ相当時代
優勝チーム（1960年度-1987年度）
| 回 | 年度   | 優勝チーム          | スコア （勝敗数） | 準優勝チーム | 備考                                                                                   |
| -- | ------ | ------------------- | ----------------- | ------------ | -------------------------------------------------------------------------------------- |
| 1  | 1960秋 | 松戸自衛隊          | 14−10             | 横河電機     | 全チーム参加の秋季トーナメント（1960-1968）                                            |
| 1  | 1960春 | 谷藤機械            | （8勝1分0敗）     | －           | 3部制の春季リーグ（1960-1963）                                                         |
| 2  | 1961秋 | 横河電機            | 13−8              | 谷藤機械     |                                                                                        |
| 2  | 1961春 | 日野自動車          | （9勝0分0敗）     | －           |                                                                                        |
| 3  | 1962秋 | 谷藤機械            | 32−0              | 横河電機     |                                                                                        |
| 3  | 1962春 | 谷藤機械            | （7勝0分0敗）     | －           |                                                                                        |
| 4  | 1963秋 | 日野自動車          | 10−0              | 谷藤機械     |                                                                                        |
| 4  | 1963春 | 三井精機 松戸自衛隊 | （5勝1分1敗）     | －           |                                                                                        |
| 5  | 1964秋 | 日野自動車          | 16−3              | 三井精機     |                                                                                        |
| 5  | 1964春 | リコー              | （5勝2分0敗）     | －           | 4部制に変更（1964-1967）                                                               |
| 6  | 1965秋 | リコー              | 11−8              | 警視庁       |                                                                                        |
| 6  | 1965春 | 三井精機            | （6勝0分1敗）     | －           |                                                                                        |
| 7  | 1966秋 | リコー              | 30−11             | 朝日生命     |                                                                                        |
| 7  | 1966春 | 朝日生命 警視庁     | （6勝0分1敗）     | －           |                                                                                        |
| 8  | 1967秋 | 東京三洋            | 14−11             | 朝日生命     |                                                                                        |
| 8  | 1967春 | －                  | －                | －           | 春季リーグがA・Bブロック制（優勝決定戦なし）に変更（1967-1968）                        |
| 9  | 1968秋 | 東京三洋            | 32−8              | 日野自動車   |                                                                                        |
| 9  | 1968春 | －                  | －                | －           | 3部制に変更（1968-1982）                                                               |
| 10 | 1969   | 東京三洋 ①          | 9−6               | リコー       | 秋季トーナメントが廃止 前年春季リーグのA・Bブロックの1位チームによる優勝決定戦（1969） |
| 11 | 1970   | リコー ①            | 40−19             | 東京三洋     | A・Bブロックの1位チームによる優勝決定戦（1970-1987）                                   |
| 12 | 1971   | リコー ②            | 38−22             | 東京三洋     |                                                                                        |
| 13 | 1972   | リコー ③            | 16−15             | 警視庁       |                                                                                        |
| 14 | 1973   | リコー ④            | 36−9              | 警視庁       |                                                                                        |
| 15 | 1974   | 東京三洋 ②          | 15−6              | 警視庁       |                                                                                        |
| 16 | 1975   | リコー ⑤            | 27−13             | 警視庁       |                                                                                        |
| 17 | 1976   | 東京三洋 ③          | 23−13             | リコー       |                                                                                        |
| 18 | 1977   | 東京三洋 ④          | 34−16             | 明治生命     |                                                                                        |
| 19 | 1978   | 東京三洋 ⑤          | 36−16             | リコー       |                                                                                        |
| 20 | 1979   | リコー ⑥            | 21−11             | 横河電機     |                                                                                        |
| 21 | 1980   | 東京三洋 ⑥          | 29−10             | 横河電機     |                                                                                        |
| 22 | 1981   | 東京三洋 ⑦          | 18−14             | 東芝府中     |                                                                                        |
| 23 | 1982   | 東京三洋 ⑧          | 14−4              | リコー       |                                                                                        |
| 24 | 1983   | 東芝府中 ①          | 23−15             | 東京三洋     | 4部制に変更（1983-1987）                                                               |
| 25 | 1984   | 東京三洋 ⑨          | 18−13             | 東芝府中     |                                                                                        |
| 26 | 1985   | リコー ⑦            | 31−26             | 東芝府中     |                                                                                        |
| 27 | 1986   | リコー ⑧            | 7−6               | サントリー   |                                                                                        |
| 28 | 1987   | 三洋東京 ⑩          | 15−13             | サントリー   |                                                                                        |

- 丸数字は優勝回数（但し、1969年度の第10回大会以降のみ記載）[注 19][30]
- 1988年度以降は東日本社会人リーグに移行[注 20][30]（2002年度まで継続）

優勝回数（1960年度-1968年度・秋季トーナメント）
- 東京三洋 - 2回
- リコー - 2回
- 日野自動車 - 2回
- 横河電機 - 1回
- 谷藤機械 - 1回
- 松戸自衛隊 - 1回

優勝回数（1960年度-1968年度・春季リーグ）
優勝決定戦が行われていない1967年度-1968年度はカウントせず。
- 谷藤機械 - 2回
- 三井精機 - 2回
- リコー - 1回
- 日野自動車 - 1回
- 警視庁 - 1回
- 松戸自衛隊 - 1回
- 朝日生命 - 1回

優勝回数（1969年度-1987年度）
- 東京三洋 - 10回
- リコー - 8回
- 東芝府中 - 1回

### 下位リーグ移行後
優勝チーム（1988年度以降）
- 1988-1989 - 明治生命
- 1989-1990 - 伊勢丹
- 1990-1991 - 日本電気
- 1991-1992 - 横河電機
- 1992-1993 - 東京ガス
- 1993-1994 - 東京ガス、三菱重工相模原
- 1994-1995 - 三菱重工相模原、清水建設、日本IBM
- 1995-1996 - 明治生命
- 1996-1997 - クボタ、三菱重工相模原
- 1997-1998 - クボタ、セコム
- 1998-1999[注 21] - A：明治生命、B：栗田工業
- 1999-2000[注 21] - A：セコムB：栗田工業
- 2000-2001[注 21] - A：明治生命、B：日本IBM
- 2001-2002[注 21] - A：清水建設ブルーシャークス、B：日本IBM
- 2002-2003[注 21] - A：栗田工業、B：釜石シーウェイブスRFC
- 2003-2004 - 日野自動車レッドドルフィンズ
- 2004-2005 - 日野自動車レッドドルフィンズ
- 2005-2006 - サントリーフーズサンデルフィス
- 2006-2007 - 日野自動車レッドドルフィンズ
- 2007-2008 - 日野自動車レッドドルフィンズ
- 2008-2009 - 船岡自衛隊ワイルドボアーズ
- 2009-2010 - 日野自動車レッドドルフィンズ
- 2010-2011 - ヤクルトレビンズ
- 2011-2012 - クリーンファイターズ
- 2012-2013 - 富士ゼロックスFIREBIRD
- 2013-2014 - LION FANGS
- 2014-2015 - LION FANGS
- 2015-2016 - 富士ゼロックスFIREBIRD
- 2016-2017 - 習志野自衛隊
- 2017-2018 - 丸和運輸機関
- 2018-2019 - ADラガークラブ
- 2019-2020 - ワセダクラブTOP RUSHERS
- 2020-2021 - 大会中止
- 2021-2022 - ワセダクラブTOP RUSHERS
- 2022-2023 - JR東日本
- 2023-2024 - JR東日本レールウェイズ

優勝回数（1988年度以降）
- 日野自動車レッドドルフィンズ - 5回
- 明治生命 - 4回[注 21]
- 三菱重工相模原 - 3回
- 日本IBM - 3回[注 21]
- 栗田工業 - 3回[注 21]
- 東京ガス - 2回
- 清水建設ブルーシャークス - 2回[注 21]
- クボタ - 2回
- セコム - 2回[注 21]
- 富士ゼロックスFIREBIRD - 2回
- LION FANGS - 2回
- ワセダクラブTOP RUSHERS - 2回
- JR東日本レールウェイズ - 2回
- 伊勢丹 - 1回
- 日本電気 - 1回
- 横河電機 - 1回
- 釜石シーウェイブスRFC - 1回[注 21]
- サントリーフーズサンデルフィス - 1回
- 船岡自衛隊ワイルドボアーズ - 1回
- ヤクルトレビンズ - 1回
- クリーンファイターズ - 1回
- 習志野自衛隊 - 1回
- 丸和運輸機関 - 1回
- ADラガークラブ - 1回

## 歴代順位

### 1部リーグ相当時代

#### 1960年度-1968年度（春季リーグ）
太字は、全国社会人ラグビーフットボール大会に出場したチーム。
枠内が■色は1部リーグ優勝、枠内が■色は2部リーグに降格
| 回 | 年度 | 年度 | 1位                          | 2位                          | 3位                          | 4位                          | 5位                          | 6位                              | 7位                              | 8位                              | 9位      | 10位         |
| -- | ---- | ---- | ---------------------------- | ---------------------------- | ---------------------------- | ---------------------------- | ---------------------------- | -------------------------------- | -------------------------------- | -------------------------------- | -------- | ------------ |
| 1  | 1960 | 1960 | 谷藤機械                     | 松戸自衛隊                   | 東横百貨店                   | 横河電機                     | 三井精機                     | 日野自動車 東芝府中 日本鉱業日立 | 日野自動車 東芝府中 日本鉱業日立 | 日野自動車 東芝府中 日本鉱業日立 | 東芝川崎 | 明治生命     |
| 2  | 1961 | 1961 | 日野自動車                   | 谷藤機械                     | 習志野自衛隊                 | 横河電機                     | 松戸自衛隊 東横百貨店        | 松戸自衛隊 東横百貨店            | 三井精機                         | 東芝府中                         | 東芝川崎 | 日本鉱業日立 |
| 3  | 1962 | 1962 | 谷藤機械                     | 三井精機                     | 横河電機                     | 東横百貨店 松戸自衛隊        | 東横百貨店 松戸自衛隊        | 日野自動車                       | ドッドウェル                     | 習志野自衛隊                     |          |              |
| 4  | 1963 | 1963 | 三井精機 松戸自衛隊          | 三井精機 松戸自衛隊          | 日野自動車 リコー            | 日野自動車 リコー            | 谷藤機械                     | 横河電機                         | 東横百貨店                       | ドッドウェル                     |          |              |
| 5  | 1964 | 1964 | リコー                       | 日野自動車                   | 松戸自衛隊                   | 横河電機                     | 朝日生命                     | 三井精機                         | 谷藤機械                         | 東横百貨店                       |          |              |
| 6  | 1965 | 1965 | 三井精機                     | 谷藤機械 日野自動車          | 谷藤機械 日野自動車          | 横河電機                     | 朝日生命 松戸自衛隊          | 朝日生命 松戸自衛隊              | リコー                           | 習志野自衛隊                     |          |              |
| 7  | 1966 | 1966 | 朝日生命 警視庁              | 朝日生命 警視庁              | リコー                       | 谷藤機械 日野自動車 横河電機 | 谷藤機械 日野自動車 横河電機 | 谷藤機械 日野自動車 横河電機     | 三井精機                         | 松戸自衛隊                       |          |              |
| 8  | 1967 | A    | 東京三洋 警視庁 リコー       | 東京三洋 警視庁 リコー       | 東京三洋 警視庁 リコー       | 横河電機                     | YHP                          |                                  |                                  |                                  |          |              |
| 8  | 1967 | B    | 三井精機                     | 朝日生命                     | 日野自動車                   | 谷藤機械 松戸自衛隊          | 谷藤機械 松戸自衛隊          |                                  |                                  |                                  |          |              |
| 9  | 1968 | A    | 東京三洋 横河電機 松戸自衛隊 | 東京三洋 横河電機 松戸自衛隊 | 東京三洋 横河電機 松戸自衛隊 | 日野自動車                   | 昭和化成品                   |                                  |                                  |                                  |          |              |
| 9  | 1968 | B    | リコー                       | 三井精機                     | 警視庁                       | 朝日生命                     | 谷藤機械                     |                                  |                                  |                                  |          |              |

#### 1969年度-1987年度
太字は、全国社会人ラグビーフットボール大会に出場したチーム。
枠内が■色は1部リーグ優勝、枠内が■色は東日本社会人リーグに参加、枠内が■色は2部リーグに降格
| 回 | 年度 | 年度 | 1位                      | 2位                        | 3位                          | 4位                          | 5位                          | 6位                 |
| -- | ---- | ---- | ------------------------ | -------------------------- | ---------------------------- | ---------------------------- | ---------------------------- | ------------------- |
| 10 | 1969 | A    | リコー                   | 横河電機                   | 三井精機                     | 昭和化成品                   | 松戸自衛隊                   |                     |
| 10 | 1969 | B    | 朝日生命                 | 東京三洋                   | 日野自動車                   | 東芝府中                     | 警視庁                       |                     |
| 11 | 1970 | A    | リコー                   | 警視庁                     | 東芝府中                     | 横河電機                     | 昭和化成品                   |                     |
| 11 | 1970 | B    | 東京三洋                 | 三井精機                   | 朝日生命 松戸自衛隊          | 朝日生命 松戸自衛隊          | 日野自動車                   |                     |
| 12 | 1971 | A    | 東京三洋                 | 朝日生命                   | 横河電機 北辰電機 松戸自衛隊 | 横河電機 北辰電機 松戸自衛隊 | 横河電機 北辰電機 松戸自衛隊 |                     |
| 12 | 1971 | B    | リコー                   | 日野自動車 警視庁          | 日野自動車 警視庁            | 東芝府中 三井精機            | 東芝府中 三井精機            |                     |
| 13 | 1972 | A    | 警視庁                   | 東京三洋                   | 松戸自衛隊                   | 東芝府中                     | 北辰電機                     |                     |
| 13 | 1972 | B    | リコー                   | 横河電機 朝日生命 三井精機 | 横河電機 朝日生命 三井精機   | 横河電機 朝日生命 三井精機   | 日野自動車                   |                     |
| 14 | 1973 | A    | リコー                   | 東京三洋                   | 東芝府中                     | 北辰電機                     | 三菱製鋼                     |                     |
| 14 | 1973 | B    | 警視庁                   | 横河電機 朝日生命 三井精機 | 横河電機 朝日生命 三井精機   | 横河電機 朝日生命 三井精機   | 松戸自衛隊                   |                     |
| 15 | 1974 | A    | 東京三洋                 | リコー                     | 明治生命                     | 日産プリンス 横河電機        | 日産プリンス 横河電機        | 北辰電機            |
| 15 | 1974 | B    | 警視庁                   | 三井精機                   | 三菱製鋼 朝日生命            | 三菱製鋼 朝日生命            | 東芝府中                     | 松戸自衛隊          |
| 16 | 1975 | A    | リコー                   | 東京三洋                   | 東芝府中                     | 横河電機                     | 日産プリンス                 | 三井精機            |
| 16 | 1975 | B    | 警視庁 明治生命 博報堂   | 警視庁 明治生命 博報堂     | 警視庁 明治生命 博報堂       | 朝日生命                     | YHP                          | 三菱製鋼            |
| 17 | 1976 | A    | 東京三洋                 | 警視庁                     | 朝日生命                     | 横河電機                     | 博報堂                       | YHP                 |
| 17 | 1976 | B    | リコー                   | 東芝府中                   | 明治生命                     | 三井精機                     | 三菱製鋼                     | 日産プリンス神奈川  |
| 18 | 1977 | A    | 東京三洋                 | リコー                     | 博報堂                       | 横河電機                     | 朝日生命                     | 三井精機            |
| 18 | 1977 | B    | 明治生命 東芝府中        | 明治生命 東芝府中          | 警視庁 YHP                   | 警視庁 YHP                   | 東京海上                     | 三菱製鋼            |
| 19 | 1978 | A    | リコー 横河電機 明治生命 | リコー 横河電機 明治生命   | リコー 横河電機 明治生命     | 三井精機                     | YHP                          | 博報堂              |
| 19 | 1978 | B    | 東京三洋                 | 東芝府中                   | 朝日生命                     | 日立製作所                   | 警視庁                       | 東京海上            |
| 20 | 1979 | A    | リコー                   | 東芝府中                   | 明治生命                     | 日立製作所                   | 栗田工業                     | 三井精機            |
| 20 | 1979 | B    | 横河電機                 | 東京三洋                   | 警視庁                       | 朝日生命 博報堂              | 朝日生命 博報堂              | YHP                 |
| 21 | 1980 | A    | 横河電機                 | 明治生命                   | 栗田工業                     | 朝日生命                     | 三井精機                     | 丸紅                |
| 21 | 1980 | B    | 東京三洋                 | 東芝府中                   | リコー                       | 警視庁                       | 日立製作所                   | 博報堂              |
| 22 | 1981 | A    | 東京三洋                 | リコー                     | 横河電機                     | 日野自動車                   | 博報堂                       | 三井精機            |
| 22 | 1981 | B    | 東芝府中                 | 明治生命                   | 警視庁                       | 朝日生命 栗田工業            | 朝日生命 栗田工業            | 日立製作所          |
| 23 | 1982 | A    | リコー                   | 明治生命                   | サントリー                   | 栗田工業                     | 日野自動車                   | 博報堂              |
| 23 | 1982 | B    | 東京三洋                 | 東芝府中                   | 警視庁                       | 横河電機                     | 丸紅                         | 朝日生命            |
| 24 | 1983 | A    | 東京三洋                 | サントリー                 | 警視庁                       | 丸紅                         | 日野自動車                   | 東芝青梅            |
| 24 | 1983 | B    | 東芝府中                 | 明治生命 リコー            | 明治生命 リコー              | 栗田工業 横河電機            | 栗田工業 横河電機            | 日立製作所          |
| 25 | 1984 | A    | 東京三洋                 | リコー                     | 丸紅 日立製作所              | 丸紅 日立製作所              | 日野自動車 栗田工業          | 日野自動車 栗田工業 |
| 25 | 1984 | B    | 東芝府中                 | サントリー                 | 明治生命 警視庁 横河電機     | 明治生命 警視庁 横河電機     | 明治生命 警視庁 横河電機     | 東芝青梅            |
| 26 | 1985 | A    | リコー                   | サントリー 東京三洋        | サントリー 東京三洋          | 警視庁                       | YHP                          | 日立製作所          |
| 26 | 1985 | B    | 東芝府中                 | 横河電機                   | 丸紅 明治生命                | 丸紅 明治生命                | 栗田工業                     | 日野自動車          |
| 27 | 1986 | A    | リコー                   | 東京三洋                   | 横河電機                     | 丸紅 栗田工業                | 丸紅 栗田工業                | 警視庁              |
| 27 | 1986 | B    | サントリー 東芝府中      | サントリー 東芝府中        | 明治生命                     | 日立製作所                   | 第一勧銀                     | YHP                 |
| 28 | 1987 | A    | 三洋東京                 | リコー                     | 第一勧銀                     | 東芝青梅                     | 日立製作所 警視庁            | 日立製作所 警視庁   |
| 28 | 1987 | B    | サントリー               | 東芝府中                   | 横河電機                     | 明治生命                     | 栗田工業                     | 丸紅                |

### 下位リーグ移行後

#### 1988年度-2002年度
太字は、全国社会人ラグビーフットボール大会に出場したチーム。
枠内が■色は上位リーグに昇格、枠内が■色は下位リーグに降格、枠内が■色は休部・廃部
| 年度 | 年度 | 1位                             | 2位                             | 3位                             | 4位                                | 5位                                | 6位                                | 7位                | 8位             |
| ---- | ---- | ------------------------------- | ------------------------------- | ------------------------------- | ---------------------------------- | ---------------------------------- | ---------------------------------- | ------------------ | --------------- |
| 1988 | 1988 | 明治生命                        | 栗田工業 東芝青梅               | 栗田工業 東芝青梅               | 警視庁                             | 第一勧銀                           | 日立製作所                         |                    |                 |
| 1989 | 1989 | 伊勢丹                          | 三菱重工相模原                  | 明治生命                        | 栗田工業 警視庁                    | 栗田工業 警視庁                    | 丸紅                               | 東芝青梅           | 日立製作所      |
| 1990 | 1990 | 日本電気                        | 三菱重工相模原                  | 丸紅 セコム                     | 丸紅 セコム                        | 清水建設                           | 明治生命                           | 警視庁             | 栗田工業        |
| 1991 | 1991 | 横河電機                        | 三菱重工相模原 清水建設         | 三菱重工相模原 清水建設         | 明治生命                           | セコム                             | 東京ガス                           | 丸紅 栗田工業      | 丸紅 栗田工業   |
| 1992 | 1992 | 東京ガス                        | 横河電機                        | 三菱重工相模原                  | 明治生命 清水建設                  | 明治生命 清水建設                  | 丸紅                               | 栗田工業 セコム    | 栗田工業 セコム |
| 1993 | 1993 | 東京ガス                        | 三菱重工相模原                  | 横河電機                        | 明治生命 日本IBM                   | 明治生命 日本IBM                   | 清水建設                           | 丸紅               | NTT東京         |
| 1994 | 1994 | 三菱重工相模原 清水建設 日本IBM | 三菱重工相模原 清水建設 日本IBM | 三菱重工相模原 清水建設 日本IBM | 日野自動車                         | 明治生命 横河電機                  | 明治生命 横河電機                  | 博報堂             |                 |
| 1995 | 1995 | 明治生命                        | クボタ                          | 三菱重工相模原 清水建設         | 三菱重工相模原 清水建設            | セコム                             | 日本IBM 日野自動車                 | 日本IBM 日野自動車 | 横河電機        |
| 1996 | 1996 | クボタ 三菱重工相模原           | クボタ 三菱重工相模原           | 清水建設 明治生命               | 清水建設 明治生命                  | 日野自動車 日本IBM                 | 日野自動車 日本IBM                 | セコム             | 横河電機        |
| 1997 | 1997 | クボタ                          | セコム                          | 明治生命                        | 三菱重工相模原 清水建設 日野自動車 | 三菱重工相模原 清水建設 日野自動車 | 三菱重工相模原 清水建設 日野自動車 | 日本IBM            | 横河電機        |
| 1998 | A    | 明治生命                        | 清水建設                        | 三菱重工相模原                  | セコム                             | 横河電機                           | 日本IBM                            | 東京ガス           | 日野自動車      |
| 1998 | B    | 栗田工業                        | NTT東京                         | NTT関東                         | 習志野自衛隊                       | 日本国土開発                       | 博報堂                             | 東京洗染           | 警視庁          |
| 1999 | A    | セコム                          | 日本IBM                         | 東京ガス                        | 三菱重工相模原                     | 明治生命                           | 清水建設                           | 横河電機           | 日野自動車      |
| 1999 | B    | 栗田工業                        | NTT東日本                       | 習志野自衛隊                    | 警視庁                             | 東芝青梅                           | 日本航空                           | 博報堂             | ミノルタ        |
| 2000 | A    | 明治生命                        | 三菱重工相模原                  | 伊勢丹                          | NTT東日本                          | 栗田工業                           | 習志野自衛隊                       | 日本航空           | 博報堂          |
| 2000 | B    | 日本IBM                         | 清水建設                        | 東京ガス                        | 横河電機                           | 東芝青梅                           | 日野自動車                         | 警視庁             | ミノルタ        |
| 2001 | A    | ブルーシャークス                | 東京ガス                        | 栗田工業                        | 釜石シーウェイブス                 | 日本航空                           | 東芝青梅                           | 警視庁             | 大塚刷毛        |
| 2001 | B    | 日本IBM                         | 明治生命                        | NTT東日本                       | 習志野自衛隊                       | 横河電機                           | 日野自動車                         | ミノルタ           | ライオン        |
| 2002 | A    | 栗田工業                        | 東京ガス                        | NTT東日本                       | 三菱重工相模原                     | 日本航空                           | 東芝青梅                           | ヤクルト           | 警視庁          |
| 2002 | B    | 釜石シーウェイブス              | ブルーシャークス                | 明治生命                        | 横河電機                           | 日野自動車                         | ライオン                           | 大塚刷毛           | 習志野自衛隊    |

#### 2003-2004シーズン以降
枠内が■色は上位リーグに昇格、枠内が■色は下位リーグに降格、枠内が■色は休部・廃部
| シーズン  | シーズン  | 1位                  | 2位          | 3位              | 4位              | 5位              | 6位                           | 7位                           | 8位                           | 9位          | 10位                 | 11位                 | 12位         |
| --------- | --------- | -------------------- | ------------ | ---------------- | ---------------- | ---------------- | ----------------------------- | ----------------------------- | ----------------------------- | ------------ | -------------------- | -------------------- | ------------ |
| 2003-2004 | 2003-2004 | 日野自動車           | ヤクルト     | キヤノン         | 大塚刷毛         | 東芝青梅         | 習志野自衛隊                  | 警視庁                        | ライオン                      | 日立製作所   | 東京電力             |                      |              |
| 2004-2005 | 2004-2005 | 日野自動車           | ヤクルト     | キヤノン         | 東芝青梅         | サントリーフーズ | ライオン                      | 大塚刷毛                      | 警視庁                        | 習志野自衛隊 | 日立製作所           |                      |              |
| 2005-2006 | 2005-2006 | サントリーフーズ     | 日野自動車   | キヤノン         | ヤクルト         | 東芝青梅         | 大塚刷毛                      | 東京電力                      | 習志野自衛隊                  | 警視庁       | ライオン             |                      |              |
| 2006-2007 | 2006-2007 | 日野自動車           | 東芝青梅     | ヤクルト         | 船岡自衛隊       | 大塚刷毛         | キヤノン                      | 習志野自衛隊                  | 東京電力                      | ライオン     | 警視庁               | クリーンファイターズ |              |
| 2007-2008 | 2007-2008 | 日野自動車           | 東芝青梅     | ヤクルト         | 船岡自衛隊       | 大塚刷毛         | キヤノン                      | 東京電力                      | 東京消防庁                    | ライオン     | 富士ゼロックス       | 習志野自衛隊         |              |
| 2008-2009 | 2008-2009 | 船岡自衛隊           | キヤノン     | 明治安田生命     | ブルーシャークス | 東芝青梅         | 富士ゼロックス                | ヤクルト                      | 大塚刷毛                      | 東京電力     | クリーンファイターズ | ライオン             | 東京消防庁   |
| 2009-2010 | 2009-2010 | 日野自動車           | ヤクルト     | ブルーシャークス | 東京電力         | 船岡自衛隊       | 富士ゼロックス                | 明治安田生命                  | 東芝青梅                      | 大塚刷毛     | クリーンファイターズ | LION FANGS           | 習志野自衛隊 |
| 2010-2011 | 2010-2011 | ヤクルト             | 東京電力     | ブルーシャークス | 明治安田生命     | 船岡自衛隊       | 東芝青梅                      | 富士ゼロックス                | 大塚刷毛                      | LION FANGS   | 日立製作所           | 警視庁               |              |
| 2011-2012 | 2011-2012 | クリーンファイターズ | 東芝青梅     | 富士ゼロックス   | 日立製作所       | 大塚刷毛         | LION FANGS                    | 警視庁                        | 習志野自衛隊                  |              |                      |                      |              |
| 2012-2013 | 2012-2013 | 富士ゼロックス       | 日立製作所   | 習志野自衛隊     | LION FANGS       | 大塚刷毛         | 警視庁                        | 東京消防庁                    | 博報堂                        |              |                      |                      |              |
| 2013-2014 | 2013-2014 | LION FANGS           | 大塚刷毛     | 習志野自衛隊     | MUFG             | 警視庁           | みずほFG                      | 東京消防庁                    | 博報堂                        |              |                      |                      |              |
| 2014-2015 | 2014-2015 | LION FANGS           | 習志野自衛隊 | 大塚刷毛         | 警視庁           | MUFG             | ワセダクラブ                  | みずほFG                      | 東京消防庁                    |              |                      |                      |              |
| 2015-2016 | 2015-2016 | 富士ゼロックス       | JAL WINGS    | 大塚刷毛         | 警視庁           | MUFG             | ワセダクラブ                  | みずほFG                      | OC.RFC                        |              |                      |                      |              |
| 2016-2017 | 2016-2017 | 習志野自衛隊         | JAL WINGS    | 大塚刷毛         | MUFG             | 警視庁           | みずほFG                      | ワセダクラブ                  | 博報堂                        |              |                      |                      |              |
| 2017-2018 | 2017-2018 | 丸和運輸機関         | MUFG         | ワセダクラブ     | 警視庁           | みずほFG         | 東京消防庁                    | JR東日本                      | とらい夢RFC                   |              |                      |                      |              |
| 2018-2019 | 2018-2019 | ADラガークラブ       | 警視庁       | 東京消防庁       | MUFG             | JR東日本         | ブリヂストン                  | みずほFG                      | ワセダクラブ                  |              |                      |                      |              |
| 2019-2020 | 2019-2020 | ワセダクラブ         | 警視庁       | MUFG             | JR東日本         | ブリヂストン     | ブルーアローズ                | 東京消防庁                    | みずほFG                      |              |                      |                      |              |
| 2020-2021 | 2020-2021 | 大会中止             | 大会中止     | 大会中止         | 大会中止         | 大会中止         | 大会中止                      | 大会中止                      | 大会中止                      | 大会中止     | 大会中止             | 大会中止             | 大会中止     |
| 2021-2022 | 2021-2022 | ワセダクラブ         | ブリヂストン | 警視庁           | JR東日本         | ブルーアローズ   | MUFG MSM STEELERS SOMPOレッズ | MUFG MSM STEELERS SOMPOレッズ | MUFG MSM STEELERS SOMPOレッズ |              |                      |                      |              |
| 2022-2023 | 2022-2023 | JR東日本             | 警視庁       | 習志野自衛隊     | MSM STEELERS     | ブリヂストン     | 東京消防庁                    | SOMPOレッズ                   | ブルーアローズ                | MUFG         |                      |                      |              |
| 2023-2024 | 2023-2024 | JR東日本             | 警視庁       | 習志野自衛隊     | MSM STEELERS     | 東京消防庁       | JRCRFG                        | ブリヂストン                  | SOMPOレッズ                   |              |                      |                      |              |
| 2024-2025 | 2024-2025 | MSM STEELERS         | MUFG         | 習志野自衛隊     | SOMPOレッズ      | JRCRFG           | 東京消防庁                    | しおどめR.F.C                 | ブリヂストン                  |              |                      |                      |              |

## チーム別通算成績

### 1部リーグ相当時代

#### 1960年度-1987年度
- 1960年度-1968年度の春季リーグおよび1969年度-1987年度のリーグ戦の成績（ともに1部リーグのみ）を集計したもの。
- 1960年度-1968年度の秋季トーナメントの成績はカウントしていない。
- 1967年度-1987年度はA・Bブロック両方の成績をカウントしている。
- 1969年度-1987年度のA・Bブロックの1位チームによる優勝決定戦の成績はカウントしていない。
- 下位リーグとの入替戦の成績はカウントしていない。
- 不戦勝／不戦敗は、勝利／敗戦としてカウントしている[30]。
- 「勝ち点」は、勝利=4、引分=2、敗戦=0として算出したもの。
- 「優勝」は「1960年度-1966年度の春季リーグの1位チーム」および「1969年度-1987年度のA・Bブロックの1位チームによる優勝決定戦の勝者」を指す。
- 1967年度-1968年度はA・Bブロックの1位チームによる優勝決定戦が実施されなかったため、優勝チームが存在しない。
- 「2位」は「1960年度-1966年度の春季リーグの2位チーム」および「1969年度-1987年度のA・Bブロックの1位チームによる優勝決定戦の敗者」を指す。

枠内が■色は休部・廃部
| チーム名           | 初出場 | 最終 | 在 | 試  | 勝  | 分 | 敗 | 勝点 | 優勝 | 2位 | チーム名変遷                    | 後継チーム名                    |
| ------------------ | ------ | ---- | -- | --- | --- | -- | -- | ---- | ---- | --- | ------------------------------- | ------------------------------- |
| 横河電機           | 1960   | 1987 | 28 | 151 | 78  | 5  | 68 | 322  | -    | 2回 |                                 | 横河武蔵野アトラスターズ        |
| 三井精機           | 1960   | 1981 | 22 | 121 | 49  | 8  | 64 | 212  | 2回  | 1回 |                                 |                                 |
| 松戸自衛隊         | 1960   | 1974 | 15 | 86  | 34  | 8  | 44 | 152  | 1回  | 1回 |                                 |                                 |
| 日野自動車         | 1960   | 1985 | 18 | 102 | 47  | 0  | 55 | 188  | 1回  | 2回 |                                 | 日野レッドドルフィンズ          |
| 谷藤機械           | 1960   | 1968 | 9  | 61  | 35  | 2  | 24 | 144  | 2回  | 2回 |                                 |                                 |
| 東横百貨店         | 1960   | 1964 | 5  | 39  | 16  | 3  | 20 | 70   | -    | -   |                                 |                                 |
| 東芝府中           | 1960   | 1987 | 21 | 108 | 66  | 4  | 38 | 272  | 1回  | 3回 |                                 | 東芝ブレイブルーパス東京        |
| 日本鉱業日立       | 1960   | 1961 | 2  | 18  | 3   | 0  | 15 | 12   | -    | -   |                                 |                                 |
| 東芝川崎           | 1960   | 1961 | 2  | 18  | 3   | 1  | 14 | 14   | -    | -   |                                 |                                 |
| 明治生命           | 1960   | 1987 | 15 | 79  | 46  | 1  | 32 | 186  | -    | 1回 |                                 | 明治安田生命ホーリーズ          |
| 習志野自衛隊       | 1961   | 1965 | 3  | 23  | 8   | 0  | 15 | 32   | -    | -   |                                 | 習志野自衛隊PARATROOPS          |
| ドッドウェル       | 1962   | 1963 | 2  | 14  | 2   | 0  | 12 | 8    | -    | -   |                                 |                                 |
| リコー             | 1963   | 1987 | 25 | 126 | 102 | 3  | 21 | 414  | 9回  | 4回 |                                 | リコーブラックラムズ東京        |
| 朝日生命           | 1964   | 1982 | 19 | 94  | 41  | 5  | 48 | 174  | 1回  | -   |                                 |                                 |
| 警視庁             | 1966   | 1987 | 22 | 105 | 57  | 3  | 45 | 234  | 1回  | 4回 |                                 | 警視庁                          |
| 東京三洋           | 1967   | 1987 | 21 | 98  | 88  | 0  | 10 | 352  | 10回 | 3回 | 東京三洋→三洋東京               | 埼玉パナソニック ワイルドナイツ |
| YHP                | 1967   | 1986 | 8  | 39  | 8   | 0  | 31 | 32   | -    | -   |                                 |                                 |
| 昭和化成品         | 1968   | 1970 | 3  | 12  | 1   | 0  | 11 | 4    | -    | -   |                                 |                                 |
| 北辰電機           | 1971   | 1974 | 4  | 17  | 2   | 1  | 14 | 10   | -    | -   |                                 |                                 |
| 三菱製鋼           | 1973   | 1977 | 5  | 24  | 3   | 1  | 20 | 14   | -    | -   |                                 | MSM STEELERS                    |
| 日産プリンス神奈川 | 1974   | 1976 | 3  | 15  | 3   | 0  | 12 | 12   | -    | -   | 日産プリンス→日産プリンス神奈川 |                                 |
| 博報堂             | 1975   | 1982 | 8  | 40  | 10  | 1  | 29 | 42   | -    | -   |                                 | 博報堂レッドヒルズ              |
| 東京海上           | 1977   | 1978 | 2  | 10  | 1   | 0  | 9  | 4    | -    | -   |                                 | 東京海上日動                    |
| 日立製作所         | 1978   | 1987 | 9  | 45  | 12  | 1  | 32 | 50   | -    | -   |                                 | 日立Sun Nexus茨城               |
| 栗田工業           | 1979   | 1987 | 9  | 45  | 13  | 1  | 31 | 54   | -    | -   |                                 | クリタウォーターガッシュ昭島    |
| 丸紅               | 1980   | 1987 | 7  | 35  | 8   | 3  | 24 | 38   | -    | -   |                                 |                                 |
| サントリー         | 1982   | 1987 | 6  | 30  | 23  | 1  | 6  | 94   | -    | 2回 |                                 | 東京サントリーサンゴリアス      |
| 東芝青梅           | 1983   | 1987 | 3  | 15  | 1   | 1  | 13 | 6    | -    | -   |                                 | 青梅ラグビークラブ              |
| 第一勧銀           | 1986   | 1987 | 2  | 10  | 3   | 1  | 6  | 14   | -    | -   |                                 | みずほFG                        |